# Autonomie vůle
Autonomie vůle je stěžejní zásadou soukromého práva. Zásada autonomie (svébytnosti, samostatnosti) vůle vychází z předpokladu, že subjekty soukromého práva mohou vstupovat svobodně ze své vůle do soukromoprávních vztahů a sjednat si většinu práv a povinností, nejsou-li v daném konkrétním případě omezeny zákonem. Uvedená zásada vyplývá z obecnější zásady legální licence vyjádřené v čl. 2 odst. 3 Listiny základních práv a svobod, která stanoví, že co není zákonem zakázáno, je dovoleno. Nikdo nemůže být nucen k tomu, co zákon neukládá.
Autonomií vůle rozumíme zejména smluvní svobodu, tedy svobodu rozhodnout se, zda smlouvu uzavřít, za jakých podmínek (s jakým obsahem) a v jaké formě. Člověk má stejnou svobodu vůle v tom, že nemusí právně jednat, a tak nevstoupit do právního vztahu bez udání důvodu. Projevy autonomie vůle jsou přítomny v každodenním životě člověka, dávají možnost se chovat určitým způsobem vůči jiným osobám, navazovat kontakt s osobami podle své vůle a právně s nimi jednat. Autonomie vůle představuje princip, který zaručuje každému svobodu, která ovšem není neomezená, ale je vymezena hranicí, kterou stanoví právní řád. Výkon práv jednotlivce je omezen výkonem práv jiných.
Smluvní svoboda není absolutní. Právo uzavřít platně smlouvu je omezeno jednak případy, kdy předmět smlouvy je absolutně nemožný, kdy je to zakázáno zákonem nebo uzavření takové smlouvy je v rozporu s dobrými mravy. Existují v životě i případy, kdy je člověk povinen smluvní vztah uzavřít přesto, že neprojeví autonomii své vůle. Obvyklý příklad takové povinnosti může být uzavření pojistné smlouvy o pojištění odpovědnosti z provozu vozidla, je-li člověk jeho vlastníkem. V situaci, kdy vlastník vozidla povinný smluvní vztah neuzavře, je ze zákona sankcionován.
Autonomie vůle se projevuje i v jiných případech, než jen ve smluvní svobodě. Jedná se např. o právo vlastníka věc užívat nebo věc neužívat, zničit nebo spotřebovat. Autonomie vůle se projevuje i v oblasti dědění. Každý má právo rozhodnout o svém majetku pro případ smrti

## Smluvní svoboda vobčanském zákoníku
Široký prostor pro smluvní svobodu zakotvuje občanský zákoník ve větě druhé § 1725: „V mezích právního řádu je stranám ponecháno na vůli svobodně si smlouvu ujednat a určit její obsah.“ V § 1746 odst. 2 pak zákoník dává prostor pro vznik tzv. inominátních (nepojmenovaných) smluv: „Strany mohou uzavřít i takovou smlouvu, která není zvláště jako typ smlouvy upravena.“
Projevem autonomie vůle je i preference dispozitivních norem v občanském právu, kterou zakotvuje ust. § 1 odst. 2: „Nezakazuje-li to zákon výslovně, mohou si osoby ujednat práva a povinnosti odchylně od zákona; zakázána jsou ujednání porušující dobré mravy, veřejný pořádek nebo právo týkající se postavení osob, včetně práva na ochranu osobnosti.“

## Autonomie vůle vpracovním právu
Možnost odchýlení od zákona je i pro pracovněprávní vztahy upravena v občanském zákoníku, který upravuje dispozitivnost právních norem v § 1 odst. 2. Pracovní právo ale z rodiny soukromého práva vybočuje svou výraznější ochrannou funkcí, která se projevuje většími omezeními smluvní autonomie ve prospěch zvýšené ochrany zaměstnanců. Zákoník práce proto omezení možnosti odchýlit se od zákona dále doplňuje v § 4a, kde především konstatuje, že vzdá-li se zaměstnanec práva, které mu tento zákon, kolektivní smlouva nebo vnitřní předpis poskytuje, nepřihlíží se k tomu, a že odchýlení od ustanovení uvedených v § 363 zákoníku práce, kterými se zapracovávají předpisy Evropské unie, je možné jen ve prospěch zaměstnance.

## Autonomie vůle a zákon o matrice
K dlouhému soudnímu sporu došlo ve věci zápisu příjmení například v Brně, kdy se soudil Aleše Giao H. s Magistrátem města Brna o grafický symbol „a“ nazvaný „malé a s tildou“ (~), který se v informačních systémech veřejné správy přepisuje jako „a“. Krajský soud v Brně rozhodl takto: „Jméno osoby psané latinkou je zpravidla třeba do příslušné matriční knihy zapsat v autentické (požadované) podobě, tedy i s použitím „nestandardních“ znaků, které neodpovídají „české“ abecedě; v rozsahu, v němž by jinak došlo k porušení práv dané osoby dle čl. 3 a 10 Listiny základních práv a svobod, resp. čl. 8 nebo čl. 14 Úmluvy o ochraně lidských práv a základních svobod, nelze aplikovat nařízení č. 594/2006 Sb., o přepisu znaků do podoby, ve které se zobrazují v informačních systémech veřejné správy.''

## Smluvní svoboda vmezinárodním právu soukromém
V mezinárodním právu soukromém se smluvní autonomie projevuje především jako možnost volby práva: smlouva se řídí právem, které si strany zvolí. Z tohoto pravidla existují výjimky týkající se spotřebitelských smluv, přepravních smluv, pojistných smluv a pracovních smluv.
Volbu práva připouští zákon o mezinárodním právu soukromém i Nařízení o právu rozhodném pro smluvní závazkové vztahy (Nařízení Řím I).

## Autonomie vůle v novém občanském zákoníku
V nové právní úpravě občanského práva, tedy v zákoně č. 89/2012 Sb., byl vystřídán dosavadní dominantní princip rovnosti principem autonomie vůle a svobody člověka. Hlavní myšlenkou je pojetí, že člověk je přirozeně svobodný a úkolem státu je tuto svobodu chránit a rozvíjet, nikoli regulovat a potlačovat. V návaznosti na článek 8 Listiny, který říká, že osobní svoboda je zaručena, není tedy úlohou státu člověku svobodu propůjčit, ale svobodu mu zaručit a chránit ji. Právní úprava se snaží nechat samostatnému rozhodování účastníků co nejširší prostor.
Záruku pro realizaci individuálních zájmů a potřeb subjektů občanskoprávních vztahů dává ustanovení § 1 odst. 2 n.o.z., v němž je zakotvena zásada dispozitivnosti. Formulace je poněkud odlišná než ve stávající právní úpravě a zní takto: „Nezakazuje-li to zákon výslovně, mohou si osoby ujednat práva a povinnosti odchylně od zákona.“ Druhá část ustanovení pak výslovně zakazuje „ujednání porušující dobré mravy, veřejný pořádek nebo právo týkající se postavení osob, včetně práva na ochranu osobnosti.“ Dobré mravy a veřejný pořádek tvoří limity autonomie vůle účastníků.

## Strukturální dimenze autonomie vůle
Ústavní soud se ve své judikatuře opakovaně vyjadřoval k nutnosti maximálního respektu k principu autonomie vůle, a to zvláště při posuzování smluv obecnými soudy. Přitom dovodil, že autonomie vůle představuje elementární podmínku fungování právního státu [srov. např. nález sp. zn. IV. ÚS 128/06 ze dne 11. 11. 2009 (N 235/55 SbNU 267)] s tím, že jde o jeden z projevů vázanosti státní moci zákonem podle čl. 2 odst. 3 Listiny a podle čl. 2 odst. 4 Ústavy [srov. např. shora cit. nález sp. zn. IV. ÚS 3168/16]. Proto autonomie vůle má dvě strukturální dimenze: (1.) státní mocí lze do autonomní sféry jednotlivce (a tedy i do jeho autonomních volních projevů) zasahovat jen v rámci daném výslovným svolením (pokynem) zákonodárce, a (2.) jednotlivec může v rámci své volní autonomie činit vše, co mu zákon nezakazuje (nebo v čem ho neomezuje). V této druhé dimenzi je pak autonomie vůle vůči státní moci přímo vykonatelná.